# Ban Santisoek
Ban Tham Santisoek of Ban Tham Santisuk (Thai: บ้านถ้ำสันติสุข) is een plaats in de tambon Pong Ngam in de provincie Chiang Rai. De plaats heeft een oppervlakte van 0,3 km² en telde in 2009 in totaal 926 inwoners, waarvan 430 mannen en 496 vrouwen. Ban Santisoek telde destijds 140 huishoudens.